# تنیز
تنیز (به قزاقی: Teniz) یک دریاچه در قزاقستان است.